# Rotbauchmeerkatze
Die Rotbauchmeerkatze (Cercopithecus erythrogaster) ist eine Primatenart aus der Gattung der Meerkatzen (Cercopithecus) innerhalb der Familie der Meerkatzenverwandten (Cercopithecidae).

## Merkmale
Das Fell der Rotbauchmeerkatzen ist überwiegend dunkel gefärbt, unter dem Gesicht haben sie eine weißgelbe backenbartähnliche Behaarung. Das Gesicht um die Augen ist blau, die Nase ist weiß gefärbt. Die namensgebende rötlichbraune Färbung von Brust und Bauch ist nicht immer vorhanden, bei manchen Tieren ist dieser Bereich grau. Diese Primaten zählen mit einem Gewicht von 3,5 bis 4,5 Kilogramm bei Männchen und 2 bis 4 Kilogramm bei Weibchen zu den kleineren Meerkatzenarten.

## Verbreitung und Lebensraum
Diese Tiere leben ausschließlich in einem kleinen Gebiet im südwestlichen Nigeria und dem südlichen Benin. Ihr Lebensraum sind Regenwälder, sowohl Primär- als auch Sekundärwälder. In Nigeria betrifft ihr Verbreitungsgebiet den Okomu-Nationalpark und verschiedene Forest Reserves wie die beiden Ramsar-Schutzgebiete im Nigerdelta am Apoi Creek und am oberen Orashi River.

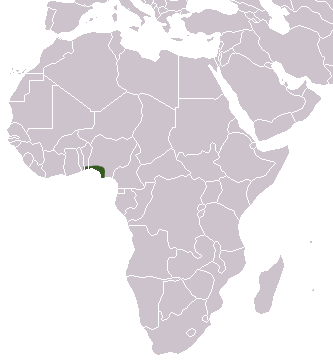
Verbreitungskarte der Rotbauchmeerkatze

## Lebensweise
Rotbauchmeerkatzen sind tagaktive Baumbewohner und leben wie alle Meerkatzen in Gruppen zusammen, üblicherweise in kleinen Gruppen von rund fünf Tieren, manchmal findet man aber auch bis zu 30 Individuen. Die Nahrung dieser Tiere besteht in erster Linie aus Früchten, daneben nehmen sie auch Insekten und Blätter zu sich.

## Bedrohung
Intensive Bejagung aufgrund ihres schönen Felles hat die Art an den Rand der Ausrottung gebracht, ein weiterer Faktor ist die Zerstörung ihres Lebensraums durch fortschreitende Waldrodungen und Zersiedlung. Die IUCN listet die Art als stark gefährdet (endangered).